# Gmina Urzędów
Die Gmina Urzędów ist eine Stadt-und-Land-Gemeinde im Powiat Kraśnicki der Woiwodschaft Lublin in Polen. Ihr Sitz ist die gleichnamige Stadt mit fast 1700 Einwohnern.

## Geschichte
Zum 1. Januar 2016 wurde das Dorf Urzędów wieder zur Stadt erhoben.

## Gliederung
Zur Stadt-und-Land-Gemeinde Urzędów gehören mit der namensgebenden Stadt folgende Ortschaften mit einem Schulzenamt:
Boby-Kolonia
Boby-Księże
Boby-Wieś
Góry
Józefin
Kozarów
Leszczyna
Majdan Bobowski
Majdan Moniacki
Metelin
Mikołajówka
Mikuszewskie
Moniaki
Natalin
Popkowice
Popkowice Księże
Rankowskie
Skorczyce
Urzędów
Wierzbica
Zadworze
Zakościelne
Weitere Orte der Gemeinde sind Bęczyn, Dębniak, Kajetanówka, Konradów, Leśniczówka, Moniaki-Kolonia, Okręglica-Kolonia und Wierzbica-Kolonia.

## Partnerschaften
- Nádudvar, Ungarn
- Stara Wyschiwka, Ukraine